# Eudissoctena minimella
Eudissoctena minimella är en fjärilsart som beskrevs av Hans Rebel 1935. Eudissoctena minimella ingår i släktet Eudissoctena och familjen säckspinnare. Inga underarter finns listade i Catalogue of Life.